# Ponx
Ponx (de l'anglès punch i aquest de l'hindi pãč, ‘cinc’, nombre original dels seus ingredients) és un tipus de còctel amb begudes alcohòliques o no que sovint contenen fruita o sucs. El ponx s'acostuma a servir en festes i celebracions dins recipients grans i amples anomenats ponxeres. Originalment la beguda es preparava amb cinc ingredients principals: àrac (aiguardent de vi de palma), sucre, llimona, aigua i te. La beguda va ser introduïda des de l’Índia fins a Anglaterra per empleats de la Companyia anglesa de les Índies Orientals. El Ponx se sol servir a les festes en bols grans i amplis, coneguts com a bols de ponx.
Als Estats Units, la normativa federal estableix la paraula "Ponx" per descriure productes de begudes comercials que no contenen fruita ni suc de fruita. El terme s’utilitza per etiquetar begudes aromatitzades artificialment, amb o sense aromatitzants naturals, que no contenen suc de fruites ni es concentren en proporcions significatives. Per tant, un producte etiquetat com a "ponx de fruita" pot no contenir cap ingredient de fruita.

## Història
La paraula ponx pot ser un préstec de l'hindi पाँच (pāñć), que significa "cinc", ja que la beguda es feia sovint amb cinc ingredients: alcohol, sucre, suc de llima o llimona, aigua i espècies. Alguns creuen que la paraula prové de l'anglès puncheon, que era una descripció volumètrica de certs barrils de mida que s'utilitzaven per transportar alcohol als vaixells.
Els mariners i empleats de la Companyia anglesa de les Índies Orientals van portar la beguda a Anglaterra des de l’Índia a principis del segle xvii. A partir d’aquí es va introduir en altres països europeus. Quan se serveix de forma comunitària, s’espera que la beguda tingui un contingut alcohòlic inferior al d’un còctel típic.